# Монферра (Изер)
Монферра (фр. Montferrat) — коммуна во Франции, находится в регионе Рона — Альпы. Департамент коммуны — Изер. Входит в состав кантона Сен-Жуар-ан-Вальден. Округ коммуны — Ла-Тур-дю-Пен.
Код INSEE коммуны — 38256. Население коммуны на 2006 год составляло 1430 человек. Населённый пункт находится на высоте от 488  до 721  метров над уровнем моря. Муниципалитет расположен на расстоянии около 450 км юго-восточнее Парижа, 70 км юго-восточнее Лиона, 36 км севернее Гренобля. Мэр коммуны — M. Thierry Lehnebach, мандат действует на протяжении 2008—2014 гг.
Динамика населения (INSEE):